# Blizzard Entertainment
Blizzard Entertainment, Inc. – amerykańskie przedsiębiorstwo, zajmujące się produkcją i wydawaniem gier komputerowych z główną siedzibą w Irvine w Kalifornii. Jest spółką zależną Activision Blizzard. Zostało założone 8 lutego 1991 roku pod nazwą Silicon & Synapse, Inc. przez trzech absolwentów Uniwersytetu Kalifornijskiego w Los Angeles: Allena Adhama, Michaela Morhaime’a i Franka Pearce’a. Początkowo firma koncentrowała się na tworzeniu portów gier innych studiów, a w 1993 roku rozpoczęła tworzenie własnych gier, takich jak Rock n’ Roll Racing i The Lost Vikings. W 1993 roku firma zmieniła nazwę na Chaos Studios, Inc., a w 1994 roku, po przejęciu przez dystrybutora Davidson & Associates, zmieniła nazwę na Blizzard Entertainment. W tym samym roku firma wydała grę Warcraft: Orcs & Humans.
Blizzard Entertainment wydał później szereg kolejnych gier w serii Warcraft, w tym bardzo popularną grę massively multiplayer online role-playing game World of Warcraft wydaną w 2004 roku, a także trzy inne serie gier, sprzedające się w wielu milionach egzemplarzy: Diablo, StarCraft i Overwatch. Do innych produkcji studia zaliczają się kolekcjonerska gra karciana Hearthstone oraz gra multiplayer online battle arena Heroes of the Storm. Większość gier Blizzarda działa w ramach platformy Battle.net.
W 1998 roku firma stała się częścią spółki Vivendi Games. 9 lipca 2008 roku spółka Vivendi połączyła się z Activision, tworząc spółkę holdingową o nazwie Activision Blizzard. 25 lipca 2013 roku Activision Blizzard ogłosiło wykup 429 milionów akcji od większościowego właściciela Vivendi, w rezultacie czego holding stał się całkowicie niezależnym przedsiębiorstwem. Od około 2018 roku reputacja spółki ucierpiała z powodu kilku źle przyjętych gier, kontrowersji z udziałem graczy i personelu oraz zarzutów o molestowanie seksualne i inne wykroczenia wobec czołowych pracowników Blizzarda. W październiku 2023 roku Microsoft przejął spółkę-matkę Activision Blizzard, deklarując, że przedsiębiorstwo nadal będzie działać jako odrębny byt, zarazem będąc częścią większego działu Microsoft Gaming. Blizzard zachował funkcję wydawcy swoich gier.
Blizzard Entertainment organizuje również coroczne konwenty fanowskie pod nazwą BlizzCon. Pierwszy BlizzCon odbył się w październiku 2005 roku i od tego czasu wszystkie konwenty odbywały się w Anaheim Convention Center w mieście Anaheim w Kalifornii. Podczas konwentów firma zapowiada nowe gry i dodatki, udostępnia grywalne wersje swoich gier, a także organizuje sesje pytań i odpowiedzi z twórcami, panele dyskusyjne i konkursy kostiumowe. W latach 2004–2008 Blizzard organizował również wydarzenia Blizzard Worldwide Invitational, które odbywały się w Korei Południowej i Francji.

## Historia

### Założenie (1991–1994)

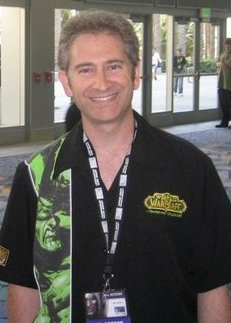
Mike Morhaime, współzałożyciel i dyrektor generalny (CEO) do 2018 roku

Blizzard Entertainment został założony przez Michaela Morhaime’a, Allena Adhama i Franka Pearce’a jako Silicon & Synapse w lutym 1991 roku, po tym jak rok wcześniej wszyscy trzej zdobyli tytuł licencjata na Uniwersytecie Kalifornijskim w Los Angeles. Aby sfinansować firmę, każdy z nich wniósł około 10–15 tys. dolarów; Morhaime pożyczył tę sumę bez odsetek od swojej babci. Brian Fargo, dyrektor generalny i założyciel Interplay Entertainment, otrzymał udziały w firmie, aby poprawić perspektywę pracy dla młodego studia. Nazwa firmy, „Silicon & Synapse”, była wyrafinowaną koncepcją trzech założycieli, gdzie „krzem” był budulcem komputera, a „synapsa” budulcem mózgu. Początkowe logo firmy zostało stworzone przez byłego pracownika firmy, Stu Rose’a. Przez pierwsze dwa lata firma skupiała się na tworzeniu portów gier dla innych wydawców takich jak J.R.R. Tolkien’s The Lord of the Rings Vol. I i Battle Chess II: Chinese Chess. W 1993 roku firma wyprodukowała własne gry takie, jak Rock N’ Roll Racing i The Lost Vikings, wydane przez Interplay Productions.
Gdzieś w 1993 roku współzałożyciel firmy Adham powiedział innym dyrektorom, że nie podoba mu się już nazwa „Silicon & Synapse”, ponieważ ludzie spoza firmy mylili znaczenie krzemu, pierwiastka chemicznego używanego w mikroczipach, z silikonem, czyli materiałem używanym w implantach piersi. Pod koniec 1993 roku Adham zmienił nazwę na „Chaos Studios”, zastanawiając się nad przypadkowością procesów rozwoju. Na początku 1994 roku studio zostało przejęte przez dystrybutora Davidson & Associates za 6,75 mln dolarów (dzisiaj 11,8 mln dolarów). Wkrótce potem skontaktowała się z nimi firma Chaos Technologies z Florydy, która chciała, aby firma zapłaciła 100 tys. dolarów za zachowanie nazwy. W kwietniu 1994 roku kierownictwo, nie chcąc płacić tej sumy, postanowiło zmienić nazwę studia na „Ogre Studios”. Jednak prezesowi spółki Davidson & Associated, Janowi Davidsonowi nie spodobała się ta nazwa i zmusiła firmę do jej zmiany. Według Morhaime’a Adham od samego początku zaczął przeglądać słownik, zapisując każde słowo, które wydawało się interesujące i przekazując je do działu prawnego, aby sprawdzić, czy nie ma żadnych komplikacji. Jednym z pierwszych słów, które uznali za interesujące i przeszło kontrolę prawną, było słowo „blizzard”, co skłoniło ich do zmiany nazwy na „Blizzard Entertainment”. Ostatecznie w 24 maja 1994 roku Chaos Studios zostało przemianowane na Blizzard Entertainment. Wkrótce potem studio wypuściło swój przełomowy hit pt. Warcraft: Orcs & Humans, strategię czasu rzeczywistego (RTS) w klimacie high fantasy.

### Przejęcie przez Vivendi iWorld of Warcraft(1995–2007)
Od tego czasu Blizzard zmieniał właścicieli kilkukrotnie. Davidson został przejęty przez Sierra On-line, które z kolei w 1996 roku zostało wykupione przez CUC International. Następnie CUC połączyła się z franczyzodawcą zajmującym się hotelami, nieruchomościami i wypożyczalnią samochodów o nazwie HFS Corporation, tworząc Cendant w 1997 roku. W 1998 stało się jasne, że CUC zajmowała się oszustwami księgowymi przez lata przed fuzją. Akcje Cendanta straciły 80% swojej wartości w ciągu następnych sześciu miesięcy w wyniku szeroko dyskutowanego skandalu księgowego. Firma sprzedała Sierra On-line (w tym Blizzard) francuskiemu wydawcy Havas w 1998 roku, w tym samym roku Havas został wykupiony przez Vivendi; natomiast Blizzard, liczący w tym momencie około 200 pracowników, stał się częścią grupy Vivendi Games.
W 1996 roku Blizzard Entertainment przejął firmę Condor Games z San Mateo w Kalifornii, która w tym czasie pracowała nad grą fabularną grą akcji (ARPG) o nazwie Diablo. Condor został przemianowany na Blizzard North, a główna siedziba Blizzarda w Irvine została przemianowana na Blizzard South, aby odróżnić od siebie tę dwójkę. Diablo zostało wydane na początku 1997 roku, a wraz z nią ruszył internetowy serwis Blizzard o nazwie Battle.net, umożliwiający granie w sieci. Następnie Blizzard North opracował sequel pt. Diablo II (2000) i dodatek Lord of Destruction (2001). Po wydaniu tych gier wielu kluczowych pracowników Blizzard North odeszło w poszukiwaniu innych możliwości, m.in. Bill Roper. W sierpniu 2005 roku Vivendi podjęło decyzję o konsolidacji Blizzard North z Blizzard South, przenosząc personel do głównych biur Blizzarda w Irvine, a następnie porzucając nazwę „Blizzard South”.
Po sukcesie Warcraft II: Tides of Darkness, Blizzard rozpoczął prace nad grą RTS o nazwie StarCraft w klimacie science-fiction, która została wydana w marcu 1998 roku. Tytuł był najlepiej sprzedającą grą na PC w tym roku i doprowadził do dalszego rozwoju usługi Battle.net i wykorzystanie gry do e-sportu. Około 2000 roku Blizzard zaangażował się w prace nad wersją StarCrafta przeznaczoną na konsole. Za produkcję odpowiadało studio Nihilistic Software, które zostało założone przez Roberta Huebnera, byłego pracownika Blizzarda, pracującego wcześniej nad StarCraftem i innymi grami, zanim odszedł, aby założyć własne studio. StarCraft: Ghost był grą zorientowaną na skradanie się w porównaniu do oryginalnego StarCrafta i był główną częścią Tokyo Game Show 2002. Jednak w ciągu następnych kilku lat gra weszła w deweloperskie piekło, czego powodem były częste konflikty pomiędzy Blizzardem i Nihilisitic. W lipcu 2004 roku Blizzard nakazał Nihilistic przerwać prace nad StarCraft: Ghost, a jego produkcją zajęło się niezależne studio Swingin’ Ape Studios, które z sukcesem wydało Metal Arms: Glitch in the System w 2003 roku. Następnie w maju 2005 roku Blizzard nabył Swingin’ Ape Studios, aby kontynuować prace nad Ghost. Chociaż gra miała ukazać się w 2005 roku, była skierowana na konsole szóstej generacji, takie jak PlayStation 2 i oryginalny Xbox, podczas gdy branża przechodziła na siódmą generację. Blizzard zdecydował się anulować Ghosta, zamiast przedłużać jego rozwój, aby działał na nowszych konsolach.
Na początku 1998 roku studio rozpoczęło prace nad kontynuacją Warcrafta II, który został ogłoszony jako gra „role-playing strategy”. Warcraft III: Reign of Chaos, trzeci tytuł osadzony w fikcyjnym uniwersum Warcrafta, został wydany na początku lipca 2002 roku. Po premierze Warcraft III stał się inspiracją dla wielu przyszłych gier oraz miał wpływ na strategie czasu rzeczywistego i gatunek multiplayer online battle arena (MOBA). Z kolei wiele postaci, lokacji i koncepcji wprowadzonych w Warcraft III i jego rozszerzeniu odegrało główne role w wielu przyszłych tytułach Blizzarda. W 2002 roku Blizzard odkupił od Interplay Entertainment prawa do trzech swoich wcześniejszych tytułów: The Lost Vikings, Rock n’ Roll Racing i Blackthorne oraz ponownie wydał je na konsolę przenośną Game Boy Advance.
W 2004 roku firma uruchomiła europejskie biura w paryskich dzielnicach Vélizy i Yvelines. W tym samym roku studio wypuściło grę pt. World of Warcraft, massively multiplayer online role-playing game (MMORPG) oparte na franczyzie Warcraft, 23 listopada 2004 roku w Ameryce Północnej, a 11 lutego 2005 roku w Europie. Do grudnia 2004 roku gra była najszybciej sprzedającą się grą na komputery PC w Stanach Zjednoczonych, a do marca 2005 osiągnęła 1,5 miliona subskrybentów na całym świecie. Następnie Blizzard nawiązał współpracę z chińskim wydawcą The9, aby wydać i dystrybuować World of Warcraft w Chinach, ponieważ zagraniczne firmy nie mogły same publikować gier bezpośrednio w tym kraju. Ostatecznie gra wystartowała w Chinach w czerwcu 2005 roku. Do końca 2007 roku World of Warcraft był uważany za globalny fenomen, osiągając ponad 9 milionów subskrybentów i przekroczył 1 miliard dolarów przychodów od czasu premiery. Szacuje się, że w kwietniu 2008 roku World of Warcraft posiadał 62% rynku subskrypcji MMORPG. Z kolei personel Blizzarda powiększył się czterokrotnie z około 400 pracowników w 2004 roku do 1600 do 2006, aby zapewnić więcej zasobów dla gry i jej kolejnych rozszerzeń; ponadto w 2007 roku Blizzard przeniósł swoją siedzibę do 16215 Alton Parkway w Irvine w Kalifornii.
Po sukcesie World of Warcraft firma Blizzard Entertainment zorganizowała pierwszą konwencję dla fanów o nazwie BlizzCon w październiku 2005 roku, która odbyła się w Anaheim Convention Center. Wydarzenie inauguracyjne przyciągnęło około 6000 osób i stało się prawie corocznym wydarzeniem, które firma wykorzystuje do ogłaszania nowych gier, rozszerzeń i nowej zawartości dla swoich produkcji.

### Fuzja Vivendi z Activision i dalszy rozwój (2008–2017)

Logo Activision Blizzard, używane od 2008 roku

Do 2006 roku Robert Kotick, dyrektor generalny Activision, pracował nad odbudowaniem firmy od stanu bliskiego bankructwa oraz założył kilka nowych studiów deweloperskich. Activision nie posiadało jednak żadnej gry MMO. Kotick zauważył, że World of Warcraft przynosi ponad 1,1 miliarda dolarów rocznie w opłatach abonamentowych. W wyniku tego skontaktował się z dyrektorem generalnym Vivendi, Jeanem-Bernardem Lévym, w sprawie potencjalnego przejęcia podupadającego oddziału Vivendi Games, w skład którego wchodził m.in. Blizzard Entertainment. Lévy był otwarty na fuzję, ale pozwoliłby na to tylko wtedy, gdyby kontrolował większość połączonej firmy, znając wartość World of Warcraft dla Koticka. Wśród tych, z którymi Kotick rozmawiał na ten temat, był Morhaime z Blizzarda, który powiedział Kotickowi, że zaczęli pomału wchodzić na chiński rynek. Ostatecznie Kotick zaakceptował umowę Lévy’ego, która została zatwierdzona przez akcjonariuszy w grudniu 2007 roku. 8 lipca 2008 roku fuzja została zakończona, a Vivendi Games zostało rozwiązane, z wyjątkiem Blizzard Entertainment; nowa firma została nazwana Activision Blizzard.
W sierpniu 2008 roku Blizzard zawarł umowę dystrybucyjną z chińską firmą NetEase na publikację swoich gier w Chinach. Umowa koncentrowała się na StarCraft II, który zyskiwał popularność jako e-sport w południowo-wschodniej Azji, a także na innych grach Blizzarda, z wyjątkiem World of Warcraft, który wciąż są obsługiwany przez The9. Obie firmy stworzyły Shanghai EaseNet Network Technology do zarządzania grami na terenie Chin. Blizzard i The9 przygotowali się do wydania dodatku World of Warcraft: Wrath of the Lich King, jednak rozszerzenie zostało dokładnie sprawdzone przez chińską radę ds. regulacji treści, Generalną Administrację Prasy i Publikacji, która w marcu 2009 roku odrzuciła jego publikację w Chinach, mimo wstępnych modyfikacji dokonanych przez The9. W kwietniu 2009 roku pojawiły się pogłoski o niezadowoleniu Blizzarda z The9 z powodu tej i innych wcześniejszych komplikacji z World of Warcraft. Ostatecznie Blizzard ogłosił, że rozwiązuje umowę z The9 i przeniósł obsługę WoW–a w Chinach do NetEase. Ponadto w 2008 roku Blizzard został uhonorowany na 59. rozdaniu nagród Technology & Engineering Emmy Awards za stworzenie World of Warcraft; nagrodę odebrał Mike Morhaime.
Podczas BlizzConu 2009 zapowiedziano, że nowa wersja platformy Battle.net zostanie wydana w 2010 roku i pierwszymi grami, które będzie obsługiwała to StarCraft II, World of Warcraft: Cataclysm i Diablo III. 5 maja 2010 roku podano, że Battle.net 2.0 będzie zintegrowany z serwisem społecznościowym Facebook, „łącząc światową premierę platformy online z najpopularniejszą na świecie platformą społecznościową”. Następnie Blizzard ogłosił kolejne części swoich serii, StarCraft II: Wings of Liberty (2010) i Diablo III (2012). Z kolei po osiągnięciu szczytowego poziomu 12 milionów graczy miesięcznie w 2010 roku, subskrypcje World of Warcraft spadły do 6,8 miliona w 2014 roku, co jest najniższym wynikiem od końca 2006 roku, przed rozszerzeniem The Burning Crusade. Jednakże World of Warcraft nadal był najczęściej subskrybowaną grą MMORPG na świecie i posiada światowy rekord Guinnessa dla najpopularniejszej gry MMORPG wśród subskrybentów.
W 2012 roku Blizzard zatrudniał 4700 pracowników i miał biura w 11 miastach, w tym w Austin w Teksasie i innych krajach na całym świecie. Pod koniec czerwca 2015 roku w głównej siedzibie firmy w Irvine w Kalifornii pracowało 2622 pracowników.
Ponadto po fuzji Blizzard zauważył, że polega na swoich dobrze ugruntowanych markach, jednak jednocześnie branża przechodziła w kierunku gier niezależnych. Blizzard utworzył kilka małych zespołów w firmie, aby pracować nad rozwojem nowych koncepcji opartych na niezależnym podejściu programistycznym, które mógłby potencjalnie wykorzystać. Jeden z tych zespołów szybko wpadł na pomysł kolekcjonerskiej gry karcianej opartej na narracyjnym uniwersum Warcrafta, która ostatecznie stała się grą Hearthstone, wydaną jako tytuł free-to-play w marcu 2014 roku (Hearthstone dotarł do ponad 25 milionów graczy do końca 2014 roku i przekroczył 100 mln graczy do 2018 roku). W międzyczasie powstał główny crossover Blizzarda o nazwie Heroes of the Storm, który został wydany jako gra MOBA w 2015 roku. W grze pojawiły się różne postacie z serii Blizzarda jako grywalni bohaterowie, a także różne pola bitew oparte na uniwersach Warcraft, Diablo, StarCraft i Overwatch.
Inny mały zespół wewnętrzny rozpoczął pracę około 2008 roku nad nową własnością intelektualną znaną jako Titan, MMORPG-a osadzonego w bardziej współczesnej lub niedalekiej przyszłości, który współistniałaby z World of Warcraft. Projekt zyskał większą widoczność w 2010 roku w wyniku wycieków informacji. Blizzard kontynuował wypowiadanie się na temat rozwoju Tytana przez następne kilka lat, a ponad 100 osób w Blizzardzie pracowało nad tym projektem. Jednak rozwój Titana był problematyczny i ostatecznie w maju 2013 roku projekt został anulowany (publicznie ogłoszono to w 2014 roku), a większość personelu przeniesiono do innych projektów. W zespole pozostało ok. 40 osób, kierowanych przez Jeffa Kaplana, które miały znaleźć nowy pomysł w ciągu kilku tygodni albo i te osoby zostaną przeniesione do innych działów Blizzarda. Zespół wpadł na pomysł zespołowej strzelanki wieloosobowej, wykorzystującej wiele zasobów Titana, ale osadzonej w nowej narracji niedalekiej przyszłości. Nowy projekt został zaakceptowany przez Blizzarda i nazwany Overwatch; jego premiera miała miejsce 24 maja 2016 roku. Tym samym Overwatch stał się czwartą główną własnością intelektualną Blizzarda, po Warcraft, StarCraft i Diablo.
W listopadzie 2016 roku Blizzard ogłosił uruchomienie Overwatch League, profesjonalnej ligi dla gry Overwatch. Pierwszy sezon ligi rozpoczął się w drugiej połowie 2017 roku z 12 drużynami. Struktura ligi opiera się na tradycyjnych strukturach sportowych, w tym na rekrutacji kierowników sportowych jako właścicieli drużyn, m.in. Robert Kraft, będący właścicielem New England Patriots czy Jeff Wilpon, dyrektor operacyjny New York Mets. Inauguracyjne wielkie finały Overwatch odbyły się w Barclays Center na Brooklynie w sierpniu 2018 roku i przyciągnęły 10,8 miliona widzów na całym świecie. Liga ma nadzieję, że 18 drużyn będzie rywalizować podczas drugiego sezonu w 2019, z ostatecznym celem 28 drużyn na całym świecie. W 2018 roku podpisano wieloletnią umowę z Walt Disney w celu transmisji Overwatch League zarówno na kanałach satelitarnych ESPN, jak i Disney XD. W 2017 roku Blizzard wydał odświeżoną wersję oryginalnego StarCrafta pt. StarCraft: Remastered

### Zmiana przywództwa (2018–2021)
3 października 2018 roku Mike Morhaime ogłosił, że po 27 latach ustępuje ze stanowiska prezesa i dyrektora generalnego firmy, pozostając jednak „strategicznym doradcą”. Morhaime został zastąpiony przez J. Allena Bracka, producenta wykonawczego World of Warcraft. Do zespołu kierowniczego dołączyli również Ray Gresko (producent wykonawczy Overwatch) jako dyrektor ds. rozwoju i Allen Adham, który będzie sprawował nadzór nad nowymi projektami firmy. Na BlizzCon 2018 główną zapowiedzią była gra mobilna o nazwie Diablo Immortal, która została odebrana bardzo negatywnie, a wartość akcji Activision Blizzard w ciągu 48 godzin spadła o ponad 7%.
W styczniu 2019 roku ogłoszono, że Morhaime ostatecznie opuści firmę 7 kwietnia 2019 roku. W lutym 2019 podczas konferencji podsumowującej 2018 rok ogłoszono, że „w ramach optymalizacji oraz restrukturyzacji” spółka była zmuszona zwolnić ok. 775 osób (ok. 8%) swojej siły roboczej, głównie w sektorach niezwiązanych z produkcją gier we wszystkich firmach wchodzących w skład Activision Blizzard; według agencji EDD w samym Blizzardzie zostało zwolnionych 209 osób. W lipcu tego samego roku odejście z firmy potwierdził kolejny z założycieli, Frank Pearce, który pracował tam 28 lat. W marcu 2020 roku Michael Chu, główny scenarzysta wielu franczyz Blizzarda, w tym Diablo, Warcraft i Overwatch, ogłosił, że odchodzi z firmy po 20 latach. Następnie po anulowaniu dwóch nowych gier z uniwersum StarCrafta, Dustin Browder, Eric Dodds i Jason Chayes również odeszli z Blizzarda, co zostało potwierdzone 29 października 2019 roku przez rzecznika prasowego firmy, który stwierdził: „Tak, Eric, Dustin i Jason kilka miesięcy temu podjęli decyzję, aby opuścić Blizzard. (...)”. W 2020 roku Blizzard wydał odświeżoną wersję Warcrafta III wraz z dodatkiem o nazwie Warcraft III: Reforged, która została bardzo źle przyjęta przez recenzentów i graczy
22 stycznia 2021 roku spółka Activision Blizzard przesunęła studio deweloperskie Vicarious Visions do Blizzard Entertainment (jako studio zależne), w wyniku czego 200 pracowników będzie pracownikami Blizzarda i będą „w pełni zaangażowani w istniejące gry i inicjatywy Blizzarda”. Ponadto Jennifer Oneal, szef studia VV, została awansowana na wiceprezesa wykonawczego ds. rozwoju w nowym studiu, a jej miejsce zajął Simon Ebejer. Vicarious współpracował z Blizzardem około dwa lata przed planowanym ogłoszeniem remastera Diablo II o nazwie Diablo II: Resurrected i według Bracka sensowne było włączenie Vicarious do Blizzarda w celu stałego wspierania gry i innych gier, w tym Diablo IV. Z kolei według Bloomberg News studio od 2020 roku współpracowało z Blizzardem nad remakiem DII. Początkowo tworzył go wew. zespół Blizzarda o nazwie „Team 1", jednak wkrótce potem zabrano projekt i przekazano go do „Team 3", zajmującego się serią Diablo. Z kolei sam „Team 1" został 15 października 2020 roku „przeorganizowany”, co de facto było likwidacją zespołu; jego pracownicy przenieśli się do innych działów Blizzarda lub do studiów utworzonych przez byłych pracowników.
Z okazji 30–lecia firmy Blizzard wydał w lutym 2021 roku kompilację o nazwie Blizzard Arcade Collection na różne platformy. Kolekcja zawierała trzy klasyczne gry wideo: The Lost Vikings, Rock n' Roll Racing i Blackthorne, z których każda zawierała dodatkowe ulepszenia i nowoczesne funkcje. 20 kwietnia 2021 roku ogłoszono, że Jeffrey Kaplan po 19 latach pracy opuszcza firmę, natomiast jego rolę dyrektora Overwatch przejął Aaron Keller. Na początku maja tegoż roku podano, że firma w ciągu trzech lat straciła 29% aktywnych graczy, z 38 mln graczy w 2018 do 27 mln w 2021.
W lipcu 2021 roku Activision Blizzard był przedmiotem pozwu z kalifornijskiego Departamentu Sprawiedliwego Zatrudnienia i Mieszkalnictwa (DFEH), twierdząc, że przez kilka lat kierownictwo Blizzarda, a także Activision promowało „kulturę frat boy” (kultura bractwa studenckiego), która pozwalała i zachęcała do niewłaściwych zachowań seksualnych wobec pracownic oraz dyskryminacji w praktykach zatrudniania. Pozew spotkał się z dużą reakcją pracowników i grup spoza Activision Blizzard. W następstwie tych wydarzeń prezes J. Allen Brack, jedna z niewielu osób bezpośrednio wymienionych w pozwie, ogłosił, że po 22 latach opuszcza Blizzard, aby „poszukiwać nowych możliwości”. Na jego miejsce wyznaczono duet „liderów”, w skład którego wyszli: Jennifer Oneal (wiceprezes wykonawczy ds. rozwoju w Blizzardzie i wcześniej szefowa Vicarious Visions) i Mike Ybarra (wiceprezes wykonawczy i menadżer działu technologii w Blizzardzie, wcześniej menadżer Microsoftu w dziale Xboxa). W sierpniu poinformowano, że z firmy zwolniono trzech doświadczonych deweloperów: Luisa Barrigę (reżysera Diablo IV), Jessego McCree (głównego projektanta poziomów DIV) oraz Jonathana LeCrafta (starszego projektanta World of Warcraft).
23 września 2021 wydano odświeżoną wersję Diablo II wraz z dodatkiem o nazwie Diablo II: Resurrected. Na początku października podano, że Joe Shely (wcześniej pracował jako starszy projektant przy Diablo III) zastąpił Luisa Barrigę na stanowisku dyrektora gry Diablo IV. 2 listopada 2021 roku Jen Oneal oświadczyła, że ustępuje ze stanowiska „lidera” Blizzarda pod koniec tegoż roku, w wyniku czego Mike Ybarra sam stanął na czele firmy.

### PrzejęcieABKprzez Microsoft i proces z NetEase (od 2022)
18 stycznia 2022 roku Microsoft ogłosił, że zamierza kupić holding Activision Blizzard i jego spółki zależne, w tym Blizzarda, za 68,7 mld dolarów, częściowo z powodu trwających problemów z pozwem w Kalifornii oraz opóźnień i problemów związanych z wydaniem najnowszych gier spółki. Według doniesień transakcja miała zostać sfinalizowana do połowy 2023 roku. Do tego czasu Activision Blizzard pozostawał przedsiębiorstwem niezależnym, natomiast po sfinalizowaniu umowy miał zostać przeniesiony do działu Microsoft Gaming. W wyniku tego marki Blizzarda znajdą się w portfolio Microsoftu i w przyszłości trafią do Xbox Game Pass/PC Game Pass. 13 października 2023 roku spółka Activision Blizzard została przejęta przez Microsoft.
12 kwietnia 2022 roku oficjalnie zakończyła się planowana fuzja studia Vicarious Visions z Blizzard Entertainment; od tej pory studio będzie znane jako Blizzard Albany. Jak podano w serwisie Twitter: „Oficjalnie połączyliśmy się z Blizzard Entertainment. Nasz zespół programistów pozostanie w Albany w stanie Nowy Jork i będzie w pełni oddany grom Blizzarda”. Pod koniec czerwca 2022 roku Blizzard ogłosił, że przejmie 100-osobowe studio deweloperskie Proletariat z siedzibą w Bostonie, które będzie wspierać produkcję World of Warcraft (jego pierwszym zadaniem ma być pomoc przy dodatku Dragonflight). W związku z nabyciem studia, na początku 2023 roku zostaną wyłączone serwery Spellbreak, gry stworzonej przez Proletariat. 15 września 2022 roku Blizzard zapowiedział, że w związku z premierą sequela serwery Overwatch zostaną wyłączone 2 października tegoż roku. 15 grudnia 2022 roku menadżer marki Warcraft John Hight ogłosił, że Chris Metzen powrócił do Blizzarda i dołączył do zespołu kierowniczego Warcrafta jako doradca kreatywny; początkowo miał koncentrować się na World of Warcraft, ale jego praca miała rozszerzyć się także na inne projekty z tej franczyzy; 26 września 2023 roku został awansowany na stanowisko wykonawczego dyrektora kreatywnego uniwersum Warcrafta, który miał pomagać kierownictwu zespołu World of Warcraft i kształtować przyszłe historie, które będą opowiadane przez kilka następnych lat.
W listopadzie 2022 roku firmy Blizzard i NetEase oświadczyły, że nie były w stanie dojść do porozumienia w sprawie warunków odnowienia licencji, w wyniku czego większość gier Blizzarda przestanie działać 23 stycznia 2023 roku na terenie Chin, dopóki sytuacja nie zostanie rozwiązania. Takie gry jak Overwatch 2 czy World of Warcraft: Dragonflight będą miały premierę zgodnie z planem, lecz sprzedaż, wsparcie i nowości po tym terminie zostaną wstrzymane. Według Reuters na początku stycznia miało dojść do negocjacji między Blizzard China a NetEase ws. przedłużenia umowy o kolejne sześć miesięcy, jednak warunki zaproponowane przez Blizzarda, zostały odrzucone. NetEase uznało propozycję Blizzarda za „niewłaściwą i komercyjnie nielogiczną”. Jedyną grą Blizzarda, ktora pozostanie na chińskim rynku, jest Diablo Immortal. Według The New York Times, kilka czynników wpłynęło na decyzję Activision Blizzard o rozwiązaniu umowy, w tym silniejsze żądania chińskiego rządu, aby znać wewnętrzne sprawy biznesowe Activision Blizzard, chęć NetEase do bezpośredniego licencjonowania gier zamiast uruchamiania licencji za pośrednictwem spółki joint venture oraz obawy Activision, że NetEase próbuje rozpocząć własne przedsięwzięcia, w tym płatność 100 mln dolarów na rzecz Bungie w 2018 roku. Ponadto NetEase było zaniepokojone skutkami ewentualnego przejęcia Activision Blizzard przez Microsoft. Activision Blizzard oświadczyło, że poszukuje innych chińskich firm, aby przywrócić swoje gry w Chinach.
W kwietniu 2023 roku NetEase złożył pozew przeciwko Blizzardowi o 43,5 miliona dolarów (300 milionów jenów) za „naruszenie umowy licencyjnej”, w tym liczne kwestie umowne, które zostały anulowane przez Blizzarda bez rozwiązania umów, m.in. za zwroty wycofanych gier, przedpłaty za „zapasy niesprzedanych” tytułów oraz kilku „nieopracowanych” gier oraz umów powiązanych z WoW-em i „nierównomiernych warunków”, w ramach których NetEase przelewał firmie duże sumy za planowane gry, lecz nie otrzymał zwrotu środków po ich anulowaniu.
19 lipca 2023 roku ogłoszono, że kilka wybranych gier Blizzarda trafi na platformę Steam firmy Valve (Battle.net nadal będzie wymagany do działania gier), a pierwszą z nich był Overwatch 2, który zadebiutował na Steamie 10 sierpnia tegoż roku. Prezes Mike Ybarra powiedział: „Naszym celem jest słuchanie naszych graczy i przerastanie ich oczekiwań pod każdym względem. Battle.net będzie miał dla nas priorytetowe znaczenie teraz i w przyszłości, ale wiemy, że gracze chcą grać w niektóre nasze gry na platformie Steam. Zaczynamy z Overwatch 2, już 10 sierpnia. Z radością współpracujemy z Valve nad realizacją tego projektu”. 10 listopada 2023 roku dyrektor artystyczny Blizzarda, Samwise Didier, ogłosił na Twitterze swoje odejście z przedsiębiorstwa po 32 latach pracy.
Pod koniec grudnia 2023 roku na chińskiej stronie 36kr.com poinformowano, że spółka doszła do porozumienia z NetEase, w wyniku czego chińscy gracze będą mieli dostęp do pełnej biblioteki gier Blizzarda. Dodano jednak, że przywrócenie gier na terenie Chin może zająć co najmniej 6 miesięcy, ponieważ tyle potrwa odbudowa infrastruktury po podpisaniu nowej umowy między przedsiębiorstwami. W kwietniu 2024 roku Blizzard (z pomocą Microsoftu) i NetEase zgodziły się na nowe warunki wydawnicze, planując powrót gier Blizzarda do Chin do połowy 2024 roku, zachowując całą wcześniejszą własność gier z pierwotnej umowy wydawniczej. W ramach nowej umowy NetEase będzie mógł także udostępniać gry na platformie Xboksa.
Wkrótce po zakończeniu przejęcia, 25 stycznia 2024 roku, dyrektor generalny Microsoftu Phil Spencer ogłosił, że 1900 pracowników Microsoft Gaming zostanie zwolnionych. Jednocześnie prezes Blizzarda Mike Ybarra i dyrektor ds. projektowania Allen Adham ogłosili, że odchodzą ze spółki. Według doniesień Blizzard był przedsiębiorstwem najbardziej dotkniętym zwolnieniami. Pracę straciło wielu artystów, projektantów, programistów, inżynierów, producentów i menadżerów, w tym m.in. 150 osób pracujących nad planowaną grą survivalową Blizzarda, która po sześciu latach produkcji została anulowana; część pracowników została przeniesiona do „nowych projektów, które znajdowały się na wczesnym etapie rozwoju”. 29 stycznia 2024 roku ogłoszono, że Johanna Faries została nowym prezesem Blizzard Entertainment, a stanowisko obejmie 5 lutego tego roku; wcześniej pracowała przez 10 lat w lidze NFL, w 2018 roku dołączyła do Activision jako komisarz ds. e-sportu w Call of Duty, a następnie została główną menedżerką marki.
24 lipca 2024 roku 500 artystów, projektantów, inżynierów, producentów i testerów jakości pracujących nad World of Warcraft również zagłosowało za utworzeniem związku zawodowego w ramach Pracowników Komunikacji Ameryki (CWA). Tego samego dnia 60 testerów w biurze Blizzarda w Austin, którzy pracują nad różnymi grami, w tym Diablo IV i Hearthstone, również zagłosowało za utworzeniem związku zawodowego pod nazwą „Texas Blizzard QA United-CWA”.
2 lipca 2025 roku Microsoft Gaming przeprowadził reorganizację firmy, w wyniku czego doszło do większej redukcji etatów, obejmującej ok. 9000 pracowników we wszystkich działach firmy. Zwolnienia dotknęły również zespół Blizzarda, odpowiedzialny za grę mobilną Warcraft Rumble, który został zbiorowo zwolniony (ok. 100 osób), w związku z czym studio zakończyło prace nad nią. Gra nie zostanie całkowicie porzucona, jednak firma nie będzie tworzyć do niej jakiejkolwiek nowej zawartości.

## Gry
Blizzard Entertainment stworzył 28 gier i 15 dodatków w latach 1991–2020, z których większość należy do serii Warcraft, Diablo i StarCraft. Od czasu wydania Warcraft: Orcs & Humans (1994), Diablo (1997) i StarCraft (1998), skupiono się prawie wyłącznie na tych trzech seriach; jedynym wyjątkiem była gra Overwatch (2016). Ponadto Blizzard stworzył dwa spin-offy głównych serii: Hearthstone (2014) i Heroes of the Storm (2015).

### Główne franczyzy
W chwili obecnej Blizzard Entertainment posiada cztery główne marki: Warcraft, StarCraft, Diablo i Overwatch. Każda z tych franczyz jest wspierana przez inne media oparte na jej własności intelektualnej, takie jak powieści, kolekcjonerskie gry karciane, komiksy i filmy krótkometrażowe. W 2006 roku firma ogłosiła, że wyprodukuje film akcji z uniwersum Warcrafta; film został wyreżyserowany przez Duncana Jonesa, sfinansowany i wyprodukowany przez Legendary Pictures, Atlas Entertainment itd., a dystrybuowany przez Universal Pictures. Jego premiera odbyła się 10 czerwca 2016 roku.

### Gry odnowione
W 2015 roku Blizzard utworzył „dział gier klasycznych”, czyli zespół zajmujący się aktualizacją i remasteringiem niektórych starszych tytułów studia. Początkowo skupiono się na StarCraft: Remastered (2017), następnie na Warcraft III: Reforged (2020), natomiast najnowszą odnowioną produkcją było Diablo II: Resurrected (2021), stworzone wraz ze studiem Vicarious Visions.

### Ponownie wydane gry
20 lutego 2021 roku Blizzard wydał kompilację o nazwie Blizzard Arcade Collection dla systemów Microsoft Windows, PlayStation 4, PlayStation 5, Xbox One, Xbox Series X/S i Nintendo Switch. Kolekcja zawiera pięć klasycznych gier komputerowych Blizzarda: The Lost Vikings, Rock n' Roll Racing, Blackthorne, The Lost Vikings 2 i RPM Racing, przy czym dwie ostatnie gry zostały dodane w kwietniu tegoż samego roku. Niektóre z nowoczesnych funkcji obejmują rozdzielczość 16:9, podzielony ekran dla 4 graczy, przewijanie i zapisywanie postępów w grze, oglądanie powtórek oraz dodanie filtrów graficznych, aby zmienić wygląd gry gracza. Dodatkowo zawiera ulepszenia dla każdej gry, takie jak ulepszony lokalny tryb wieloosobowy dla The Lost Vikings, nowe piosenki i występy artystów dla Rock n’ Roll Racing, a także nową mapę poziomów dla Blackthorne. Ponadto w kompilacji znalazło się cyfrowe muzeum, zawierające grafiki z gier, niewykorzystane treści oraz wywiady.

### Niewydane gry
Do najbardziej znanych niewydanych tytułów Blizzarda należą: Warcraft Adventures: Lord of the Clans, który został anulowany 22 maja 1998 roku, Shattered Nations oraz StarCraft: Ghost, który został „odłożony na czas nieokreślony” 24 marca 2006 roku, a w 2014 oficjalnie anulowany. 23 września 2014 roku po siedmiu latach rozwoju Blizzard ujawnił również anulowanie niezapowiedzianej gry MMO o nazwie kodowej Titan. Firma ma również tradycję nieustalania z góry dat premier, decydując się zamiast tego poświęcić tyle czasu, ile potrzeba na daną produkcję, ogólnie mówiąc, że dany produkt będzie „gotowy, kiedy będzie gotowy”.
Ponadto Pax Imperia II zostało pierwotnie zapowiedziane jako tytuł do publikacji przez Blizzarda. Jednakże firma ostatecznie porzuciła produkcję Pax Imperia II, ponieważ stwierdzono, że może być w konflikcie z ich innym projektem strategii kosmicznej, która później była znana jako StarCraft. THQ ostatecznie podpisał kontrakt z Heliotrope i wydał grę w 1997 roku jako Pax Imperia: Eminent Domain.
25 stycznia 2022 roku firma ogłosiła, że jest bliska wydania kolejnej nowej własności intelektualnej o nazwie kodowej Odyssey, która była grą survivalową osadzoną w nowym uniwersum. Studio pracowało nad nią przez prawie sześć lat, zanim została anulowana w 2024 roku. Bloomberg podała, że pomysł na grę pochodzi od twórcy World of Warcraft Craiga Amai i pierwotnie została stworzona jako prototyp na silniku Unreal Engine, na który Blizzard uzyskał licencję od Epic Games. Kiedy gra została ujawniona w 2022 roku, pracowało nad nią ok. 100 pracowników, ale mniej więcej w tym samym czasie podjęto wysiłki, aby przejść z Unreal na Synapse, silnik Blizzarda używany do gier mobilnych, chociaż artyści nadal rozwijali zasoby w Unreal. Gdy Microsoft kończył przejęcie Activision Blizzard, panowało wewnętrzne przekonanie, że będzie w stanie zatrudnić więcej programistów, aby dokończyli przejście na Synapse i przygotowali grę do wydania w 2026 roku, jednak po zwolnieniu 1900 pracowników Microsoft Gaming w styczniu 2024 roku, rozwój gry został anulowany.

### Porty gier
W pierwszych latach działalności firma, funkcjonująca wówczas pod nazwą Silicon & Synapse, skupiała się na tworzeniu portów gier innych studiów. W latach 1992–1993 zrealizowała osiem takich projektów.